# Holden Jackaroo
Der Holden Jackaroo ist ein Geländewagen, der von 1981 bis 2003 unter der australischen Automarke Holden, dem dortigen Ableger von General Motors, angeboten wurde. Der Wagen ist baugleich mit dem Isuzu Bighorn, dem Subaru Bighorn und ab 1992 auch mit dem Opel Monterey, dem Vauxhall Monterey, dem Acura SLX, dem Chevrolet Trooper und dem Honda Horizon.

## Von Jahr zu Jahr

### UBS-1 Jackaroo Four (1981–1984)
Im Dezember 1981 wurde der UBS-1 Jackaroo Four als dreitüriger Geländewagen mit Allradantrieb und separatem Rahmen vorgestellt. Er wurde von Isuzu in Japan gebaut und außerhalb Japans und Neuseelands als Isuzu Trooper angeboten. Es gab zwei Ausstattungsniveaus: Standard und Deluxe, letztere entstand durch das Zusatzpaket V9K.
Für den Antrieb standen zwei Vierzylinder-Ottomotoren mit 2,0 Liter bzw. 2,3 Liter Hubraum und ein gleichartiger Dieselmotor mit 2,2 Liter Hubraum zur Wahl. In jedem Fall waren die Motoren mit einem manuellen Vierganggetriebe kombiniert.
1982 gab es ein kleines Facelift und in dieser Konstellation wurde der Jackaroo bis Anfang 1984 weitergebaut.
| Modell    | Bezeichnung            | Karosseriebauform     | Bauzeitraum  |
| --------- | ---------------------- | --------------------- | ------------ |
| UBS13     | Jackaroo               | Geländewagen, 3 Türen | 12/1981–1984 |
| UBS13-V9K | Jackaroo Deluxe        | Geländewagen, 3 Türen | 12/1981–1984 |
| UBS52     | Jackaroo Diesel        | Geländewagen, 3 Türen | 12/1981–1984 |
| UBS52-V9K | Jackaroo Diesel Deluxe | Geländewagen, 3 Türen | 12/1981–1984 |

### UBS-1 Jackaroo Four (1984–1992)
Anfang 1984 wurden zusätzlich ein 2,2-Liter-R4-Turbodiesel mit 55 kW Leistung und ein Fünfganggetriebe angeboten. Die Wagen hießen immer noch UBS-1 Jackaroo Four, Die neue Version wurde LS genannt.
Ab 1985 gab den Jackaroo auch mit um 350 mm verlängerten Radstand und fünf Türen. Die drei Ausstattungsniveaus hießen nun Standard, LS und DLX.
Weitere Überarbeitungen 1986 und 1987 bescherten den Wagen schließlich eine neue Front mit Rechteckscheinwerfern und modernerem Kühlergrill. So wurde er bis April 1992 hergestellt.
| Modell    | Bezeichnung  | Karosseriebauform     | Bauzeitraum  |
| --------- | ------------ | --------------------- | ------------ |
| UBS-8DB16 | Jackaroo     | Geländewagen, 3 Türen | 1984         |
| UBS-8DC16 | Jackaroo LS  | Geländewagen, 3 Türen | 1984         |
| UBS-8GK16 | Jackaroo     | Geländewagen, 3 Türen | 1985–1987    |
| UBS-8GQ46 | Jackaroo LS  | Geländewagen, 5 Türen | 1985–1987    |
| UBS-8GR16 | Jackaroo DLX | Geländewagen, 3 Türen | 1985–1987    |
| UBS-8GR46 | Jackaroo DLX | Geländewagen, 5 Türen | 1985–1987    |
| UBS-8DK15 | Jackaroo     | Geländewagen, 3 Türen | 1988         |
| UBS-8DR35 | Jackaroo DLX | Geländewagen, 5 Türen | 1988         |
| UBS-8DQ35 | Jackaroo LS  | Geländewagen, 5 Türen | 1988         |
| UBS-8DS15 | Jackaroo DLX | Geländewagen, 3 Türen | 1989–04/1992 |
| UBS-8DR35 | Jackaroo DLX | Geländewagen, 5 Türen | 1989–04/1992 |
| UBS-8DQ35 | Jackaroo LS  | Geländewagen, 5 Türen | 1989–04/1992 |

### UBS-2 Jackaroo Six (1992–2003)

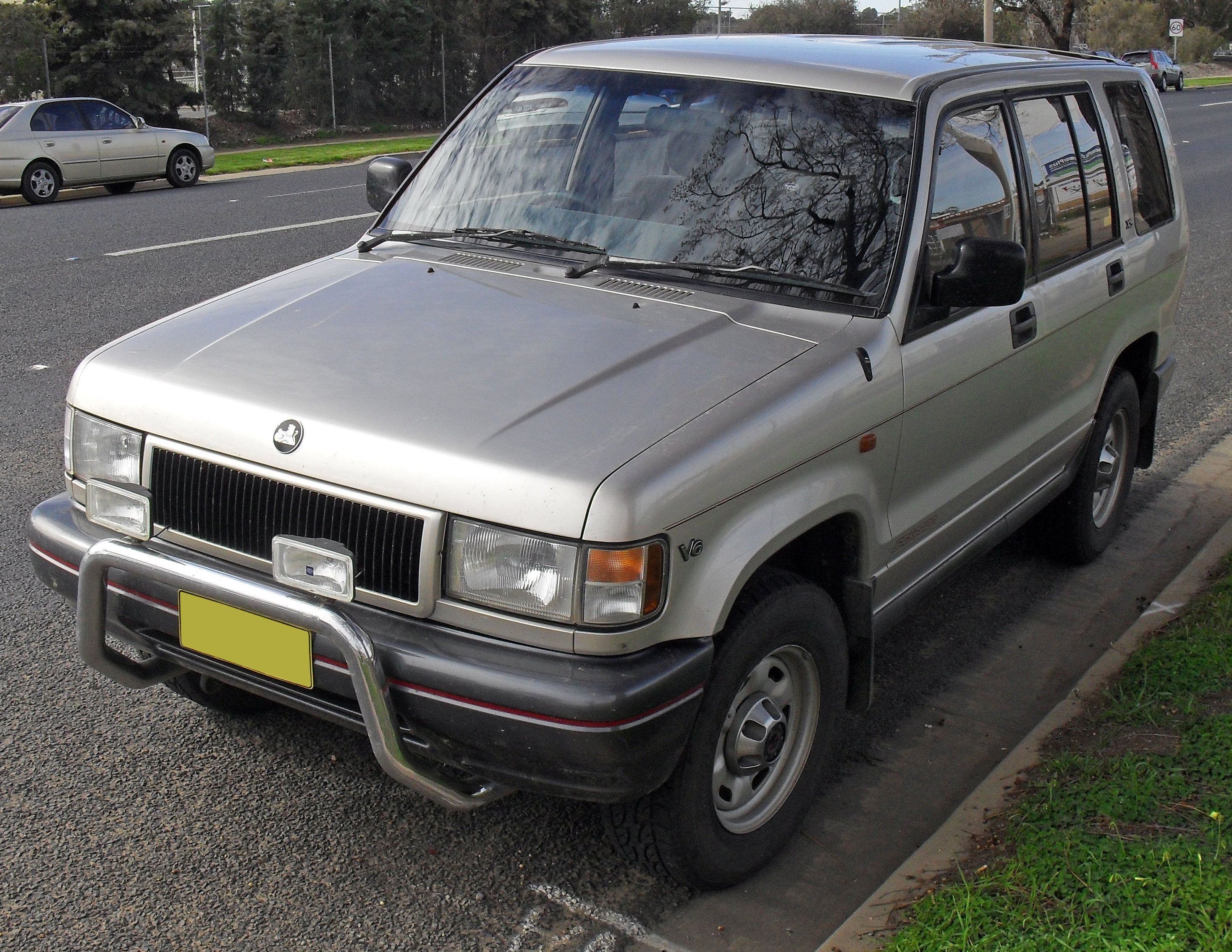
Holden UBS-2 Jackaroo (1994–1995)

Im April 1992 wurde der neue UBS-2 Jackaroo Six vorgestellt. Er war deutlich größer geworden. Es gab wiederum dreitürige Modelle mit kurzem Radstand (2330 mm) und Fünftürer mit langem Radstand (2760 mm). Vier Scheibenbremsen und Servolenkung gehörte bei allen Modellen zum Standard. Parallel dazu wurden in Europa die Schwestermodelle Opel Monterey und Vauxhall Monterey angeboten.
Neu war vor allen Dingen der 3,2-Liter-V6-Ottomotor mit EFI-Einspritzanlage, der 130 kW abgab. Auch der Turbodieselmotor mit Vorkammern war neu, hatte aber vier Zylinder in Reihe, 3,1 l Hubraum und entwickelte 84 kW. Die Motorkraft wurde entweder über ein manuelles Fünfganggetriebe oder eine vierstufige Automatik an alle vier Räder weitergeleitet.
Es gab drei Ausstattungsvarianten: S, XS und LS, Letzteren allerdings nur als Fünftürer.
Ab 1999 wurden neue Motoren angeboten. Der 3,2-Liter-Ottomotor wurde durch einen 3,6-Liter-V6 mit 159 kW Leistung ersetzt, der 3,1-Liter-R4-Turbodiesel wurde durch ein 3,0-Liter-V6-Aggregat abgelöst, das mit Direkteinspritzung ausgestattet war. Die Aufbauten wurden leicht überarbeitet.
2003 lief die Fertigung dieser Fahrzeuge ersatzlos aus.
| Modell      | Bezeichnung | Karosseriebauform     | Bauzeitraum |
| ----------- | ----------- | --------------------- | ----------- |
| UBS-8DQ15S  | Jackaroo S  | Geländewagen, 3 Türen | 1992–2003   |
| UBS-8DQ35S  | Jackaroo S  | Geländewagen, 5 Türen | 1992–2003   |
| UBS-8DS15XS | Jackaroo XS | Geländewagen, 3 Türen | 1992–2003   |
| UBS-8DS35XS | Jackaroo XS | Geländewagen, 5 Türen | 1992–2003   |
| UBS-8DT35LS | Jackaroo LS | Geländewagen, 5 Türen | 1992–2003   |